# NGC 2579
NGC 2579是船尾座中的一個疏散星團，與H II區相關，大小為19.0'，視星等為7.5等。
1835年2月1日，英國天文學家約翰·赫歇爾發現NGC 2579，也稱為OCL 724。